# Institut de science financière et d'assurances
L’Institut de science financière et d’assurances (ISFA) est une école créée en 1930. C'est le plus ancien organisme universitaire français habilité à délivrer le diplôme d'actuaire. Désormais école interne de l'université Claude Bernard Lyon 1, l'ISFA décline un large éventail de formations à la gestion des risques : Master Actuariat et diplôme d'actuaire de Lyon, Master Econométrie, Statistiques, DU Lean Agile.

## Formation d'actuaire de Lyon
L'entrée en première année (1A) se fait sur concours. L'inscription se fait sur le site BECEAS, commun avec d'autres filières en actuariat.
Il est également possible de postuler en admission sur titres pour les étudiants issus de formation universitaire (niveau licence à dominante mathématiques).

### Concours d'entrée
Le concours d’entrée en 1re année s’adresse aux étudiants ayant suivi les enseignements des classes préparatoires (Math. Spé, HEC, Bio . Spé) et des étudiants ayant validé les 4 premiers semestres (120 crédits) d’une licence d’une filière scientifique universitaire à dominante mathématique.
Les écrits sont composés de deux épreuves de mathématiques, d'une épreuve de français et d'une épreuve d'anglais. Plusieurs sites sont prévus en France et à l'étranger pour ces épreuves écrites.
Pour les candidats admissibles, les épreuves orales sont les suivantes : entretien avec le jury (culture générale et motivation) et oral de langue vivante (anglais ou allemand)
Les oraux ont lieu dans les locaux de l'école à Lyon.

### Admission sur titres
Les étudiants en L3 à dominante mathématiques (L3 Maths, Mass, maths-info, etc.) peuvent postuler en première année de la formation d'actuaire.
Il est également possible d'intégrer l'ISFA en 2e année dans la formation d'actuaire en postulant avec un Master 1 à dominante mathématiques.

## Formation

### Première année
La première année d'études de la formation d'actuaire de l'ISFA doit permettre aux étudiants d'acquérir les outils indispensables en probabilités ainsi que des compléments mathématiques et l'ouverture vers les connaissances pluridisciplinaires indispensables au métier d'actuaire. Les principales matières sont les suivantes :
- Optimisation
- Théorie de la mesure
- Intégration
- Probabilités
- Économie monétaire
- Micro-économie
- Macro-économie
- Droit civil et droit des contrats
- Droit constitutionnel
- Droit des affaires
- Mathématiques Financières
- Excel et Visual Basic for Applications
- Programmation Python et C++
- Comptabilité
- Fiscalité
- Communication
- Management
- Anglais

### Deuxième année
Lors du 1er semestre, les enseignements complètent les connaissances mathématiques :
- Processus stochastiques
- Statistique inférentielle
- Classification
- Analyse des données
- Simulation
- Modèles Aléatoires Discrets
- Access/ SAS
- Anglais
- Travail d'études et de Recherche

#### Deuxième semestre
Au 2e semestre, les enseignements se spécialisent autour des différentes branches de l'actuariat :
- Assurance-vie
- Prévoyance collective
- Provisionnement non-vie
- Théorie des options
- Gestion de portefeuille et théorie financière
- Analyse financière
- Comptabilité des assurances
- Economie de l'assurance
- Droit du travail et de la protection sociale
- Contrat d'assurance

À la fin de l'année, tous les étudiants doivent suivre un stage en entreprise d'une durée minimum de 5 semaines.

### Troisième année
En 3e année, les élèves ont la possibilité de suivre la formation d'actuaire en alternance, ainsi ils passent une partie de leur scolarité en entreprise. Il y a de fortes chances pour que l'alternant décroche un premier CDI dans cette même entreprise, les compagnies préférant garder un étudiant formé chez eux. Les principaux enseignements concernent ,
- Séries temporelles
- Tarification et Data science
- Valeurs extrêmes
- Mesures de risque
- Risque de crédit
- Titrisation
- Réassurance
- Modélisation charge sinistre
- Théorie de la ruine
- Crédibilité et tarification
- Finance mathématique
- Actifs hybrides
- Techniques numériques
- Modèles financiers en assurance
- IFRS – solvabilité II
- Lois de maintien
- Protection sociale
- Retraite
- Gestion Actif-Passif
- Anglais

## Anciens élèves
On compte notamment parmi ses anciens élèves : Olivier Berruyer, Pierre de Villeneuve, Ahmadou Kourouma, Alain Wicker, Joël Winter,  Bruno Crastes (en)